# Asma
|  | Per a altres significats, vegeu «Asmà bint Abi-Bakr». |

L'asma és una malaltia inflamatòria de l'aparell respiratori que provoca dificultat en la respiració (dispnea). Aquesta malaltia, generalment, provoca danys en els bronquis i bronquíols. Aquests disminueixen la seva mida i dificulten l'entrada de l'aire als pulmons. Aquest terme procedeix del grec âsthma [panteix].
No existeix una definició precisa de la malaltia asmàtica. L'Estratègia Global per a l'Asma (GINA) la defineix: "Inflamació crònica de les vies aèries en la qual ocupen un paper destacat certes cèl·lules i mediadors. Aquest procés s'associa a una hiperresposta dels bronquis que produïx episodis de sibilàncies (xiulets), dispnea (sensació de falta de respiració), opressió toràcica i tos, particularment durant la nit o matinada. Aquests episodis s'associen generalment amb un major o menor grau d'obstrucció al flux aeri sovint reversible de forma espontània o amb tractament".
No hi ha cap cura coneguda per a l'asma, però es pot controlar. Els símptomes es poden prevenir evitant els desencadenants, com ara al·lèrgens i irritants respiratoris, i suprimits amb el ús de corticoesteroides inhalats. Agonistes beta d'acció prolongada (LABA) o Antagonistes del receptor de leucotriè es poden utilitzar a més dels corticoides inhalats si hi ha símptomes d'asma romanent sense control. El tractament dels símptomes que empitjoren ràpidament és generalment amb un receptor adrenèrgic beta 2 d'acció curta inhalat com el salbutamol i corticoesteroides per via oral. En casos molt greus, poden ser necessaris corticoides intravenosos, sulfat de magnesi i hospitalització.
L'asma sovint comença a la infància, i l'afectació ha augmentat significativament des dels anys 60. L'asma es coneix des de l'antic Egipte.
El Dia Mundial de l'Asma se celebra el primer dimarts del mes de maig.

## Senyals i símptomes
| Sibilació                                              |
|                                                        |
| El so de sibilàncies com s'escolta amb un estetoscopi. |
|                                                        |

L'asma es caracteritza per episodis recurrents de sibilàncies, dificultat per respirar, opressió al pit i tos. L'esput es pot produir pel pulmó per la tos, però sovint és difícil d'arrencar. Durant la recuperació d'un atac d'asma (exacerbació), pot ser semblant a pus a causa dels alts nivells de glòbuls blancs anomenats eosinòfils. Els símptomes solen empitjorar a la nit i a primera hora del matí o com a resposta a l'exercici o a l'aire fred. Algunes persones amb asma rarament experimenten símptomes, generalment en resposta als desencadenants, mentre que altres poden reaccionar amb freqüència i fàcilment i experimentar símptomes persistents.

### Condicions associades
Una sèrie d'altres condicions de salut es produeixen amb més freqüència en persones amb asma, com ara la malaltia per reflux gastroesofàgic (MRGE), la rinosinusitis i l'apnea obstructiva del son. Els trastorns psicològics també són més freqüents, amb trastorns d'ansietat que es produeix entre el 16 i el 52% i trastorns de l'estat d'ànim en un 14-41%. Es desconeix si l'asma provoca problemes psicològics o si els problemes psicològics condueixen a l'asma. L'asma actual, però no l'anterior, s'associa amb un augment de la mortalitat per totes les causes, la mortalitat per malalties del cor i la mortalitat crònica per malalties del tracte respiratori inferior. L'asma, especialment l'asma greu, està fortament associada al desenvolupament de la malaltia pulmonar obstructiva crònica (MPOC). Les persones amb asma, especialment si està mal controlat, tenen un risc més gran de patir reaccions de radiocontrast.
La càries es produeix amb més freqüència en persones amb asma. Això pot estar relacionat amb l'efecte dels agonistes beta 2 que redueixen la saliva. Aquests medicaments també poden augmentar el risc d'erosió dental.

## Etiologia
Es desconeix la causa exacta de l'asma, però hi ha molts factors que poden desencadenar la malaltia. Els més importants són:
- Les infeccions respiratòries víriques (que són el principal desencadenant en els nens petits)
- Els àcars de la pols domèstica, el pol·len, els animals domèstics i els fongs de la humitat
- El fum del tabac
- Els irritants com els insecticides, les pintures, les olors intenses, etc.
- L'exercici físic
- L'asma apareix més sovint en fills i filles de dones que han estat fumadores durant l'embaràs, de pares amb asma o malalties al·lèrgiques i també en infants exposats al fum del tabac.[30]

Cada cop sembla més evident la relació entre l'asma i els condicionants ambientals, per la qual cosa cal promoure ambients saludables per minimitzar les causes que poden desencadenar l'empitjorament de la malaltia, tant en l'àmbit laboral com comunitari. També s'hi constata una predisposició genètica, ja que molts malalts presenten antecedents d'asma, d'al·lèrgies o d'èczemes a la família. Hi ha malalties que poden causar o agreujar l'asma, com el reflux gastroesofàgic i la sinusitis crònica. Un altre aspecte a tenir en compte és l'ús de determinats fàrmacs com els blocadors beta, els antiinflamatoris no esteroidals i analgèsics. Cal no automedicar-se sense consultar abans el metge o la metgessa.

## Mecanisme de producció d'asma

Estat de les vies aèries abans i després d'un atac asmàtic.

Encara que es coneix que l'asma és una condició causada per una inflamació crònica de la via aèria, els components precisos d'aquesta inflamació estan encara per dilucidar i les causes d'aquesta inflamació són incertes. Moltes cèl·lules inflamatòries poden estar implicades i interaccionar amb unes altres d'alguna manera complexa.
Existeix ja una evidència persuasiva que els mastòcits juguen un important paper en la resposta immediata a l'al·lergen i l'asma induïda per l'esforç i la relacionada amb aliments, però les cèl·lules responsables de la inflamació crònica que provoquen la hiperreactivitat bronquial són els macròfags, els eosinòfils i limfòcits T. Tots ells apareixen activats en l'asma. Els limfòcits T estan programats per a produir certes citocines (cèl·lules Th2) que conduïxen a la característica inflamació eosinofílica. Aquesta programació comprèn a cèl·lules presentadores d'antigen, tals com les cèl·lules dendrítiques en l'epiteli de via aèria.
El procés d'inflamació crònica pot ser que condueixi a canvis estructurals, tals com la fibrosi, l'engruiximent o hipertròfia del múscul llis bronquial i l'angiogènesi, el que pot donar lloc a una obstrucció irreversible de la via aèria.

## Anatomia patològica
Les lesions típiques de l'asma són: 
- Fragilitat de l'epiteli bronquial.
- Infiltrat inflamatori de l'epiteli i la submucosa.
- Engruiximent de la membrana basal.

## Fisiopatologia
A la fisiopatologia de l'asma existeixen tres fenòmens fonamentals: 
- Inflamació: al procés inflamatori intervenen cèl·lules i mediadors.
- Al·lèrgia.
- Hiperreactivitat bronquial.

## Formes clíniques d'asma
Clínicament l'asma es classifica en l'adult en quatre tipus fonamentals:
|                                                                    | Intermitent                     | Persistent lleu                               | Persistent moderada           | Persistent greu                              |
| Símptomes diürns                                                   | No (2 dies o menys de dos dies) | Més de dos dies a la setmana però no cada dia | Tots els dies                 | Símptomes continus (diverses vegades al dia) |
| Medicació d'alleugeriment (agonista β₂ adrenèrgic de curta durada) | No (2 dies o menys/setmana)     | Més de dos dies a la setmana però no cada dia | Tots els dies                 | Diverses vegades al dia                      |
| Símptomes nocturns                                                 | No més de dues vegades al mes   | Més de dues vegades al mes                    | Més d'una vegada a la setmana | Freqüents                                    |
| Limitació en l'activitat                                           | Cap                             | Alguna                                        | Bastant                       | Molta                                        |
| Funció pulmonar (FEV1 o PEF) % teòric                              | >80%                            | >80%                                          | >60% - <80%                   | ≤60%                                         |
| Exacerbacions                                                      | Cap                             | Una o cap                                     | Dues o més a l'any            | Dues o més a l'any                           |

## Factors desencadenants de l'asma
- Al·lèrgia.
- Exercici.
- Fàrmacs.
- Estrès, emocions.
- Infecció.
- Reflux gastroesofàgic.
- Embaràs.

## Asma ocupacional
L'asma ocupacional es defineix com un quadre d'obstrucció bronquial reversible a causa d'una hipereactivitat bronquial per l'exposició a diferents agents en l'àmbit laboral. Aquests agents poden ser: vapors, gasos, fums, etc.
En aquest tipus d'asma hi ha tota una sèrie de factors que poden desencadenar a l'aparició d'aquesta patologia en els treballadors de certs àmbits. Aquests factors poden ser: ambientals o factors de risc de susceptibilitat individual.

### Factors de risc ambiental
- Concentració: Com més concentració d'agents, més possibilitats de desenvolupar la malaltia.
- Temps d'exposició: Com més temps d'exposició, menys risc de malaltia, ja que el cos activa els mecanismes immunitaris dels individus.
- Ventilació del lloc de treball: El dèficit en les condicions de ventilació i bon estat del lloc de treball incrementaran la sensibilització.[32]

### Factors de risc de susceptibilitat individual
- Tabaquisme: Les persones fumadores tenen més risc a desenvolupar la malaltia. El tabac afavoreix la sensibilització als agents als quals s'exposen.[32]

## Classificació de l'asma segons gravetat
Segons la seva severitat i freqüència dels episodis l'asma es pot classificar en:

### Asma episòdica ocasional
Aquesta asma és la que es diagnostica quan es compleixen tota una sèrie de requisits. Aquests són: menys d'1 episodi cada 10-12 setmanes, bona tolerància a l'exercici i màxim l'aparició de 4 o 5 episodis l'any.

### Asma episòdica freqüent
Aquest tipus d'asma es dona quan: es produeixen menys d'1 episodi cada 5-6 setmanes, apareixen sibilacions a esforços intensos i màxim es produeixen entre 6 i 8 episodis l'any de forma esporàdica.

### Asma persistent moderada
L'asma persistent moderada és aquella en la qual es produeixen més d'1 episodi cada 4-5 setmanes, apareixen sibilacions a esforços moderats-intensos i apareixen signes i símptomes de l'asma de forma nocturna aproximadament 2 cops per setmana. Els pacients diagnosticats d'aquest tipus d'asma requereixen fer tractament amb inhaladors de curta acció mínim 3 cops per setmana.

### Asma persistent greu
L'asma persistent greu és el tipus d'asma més sever i es presenta mínim 1 cop cada 4 setmanes. Les sibilacions apareixen quan la persona realitza esforços mínims i no gaire intensos. Apareixen signes i símptomes nocturns més de 2 cops per setmana i pràcticament necessiten inhaladors de curta acció per controlar els símptomes més de 3 vegades per setmana.

## Tractament
El tractament de l'asma engloba diversos vessants. En primer lloc, hi ha el tractament farmacològic i en segon lloc hi ha l'educació per la salut. En el cas del tractament mèdic, cal incloure els broncodilatadors i els glucocorticoides inhalats. A més a més, és molt rellevant dur a terme una bona educació per la salut i, de qualitat. Aquests dos factors garanteixen l'èxit i eficàcia del tractament.
Farmacològicament, hi ha dos tipus de tractaments per l'asma. En primer lloc, tenim aquells d'actuació ràpida a curt termini. Aquests són els que s'utilitzen quan es produeix un atac d'asma. Per exemple els Agonistes β₂ adrenèrgics de curta durada i els anticolinèrgics inhalats. En segon lloc, tenim aquells fàrmacs que s'utilitzen en el tractament a llarg termini. Aquests tenen com a objectiu intentar evitar nous episodis d'atacs asmàtics i controlar els símptomes de l'asma.
El tractament de l'asma dependrà del grau i severitat dels atacs asmàtics. Aquests es poden classificar en diferents esglaons. Tot i així, sempre hi haurà de base els fàrmacs anomenats: 

### Esglaó 1
Sols els agonistes β₂ adrenèrgics de curta durada.

### Esglaó 2
D'elecció:
- Glucocorticoides inhalats a dosis baixes.

Altres opcions:
- Antileucotriens.

### Esglaó 3
D'elecció:
- Glucocorticoides inhalats a dosis baixa.
- Agonistes β₂ adrenèrgics d'acció llarga.

Altres opcions:
- Glucocorticoides inhalats a dosis mitjanes.
- Glucocorticoides inhalats a dosis baixa + Antileucotriens.

### Esglaó 4
D'elecció:
- Glucocorticoides inhalats a dosis mitjanes.
- Agonistes β₂ adrenèrgics d'acció llarga.

Altres opcions:
- Glucocorticoides inhalats a dosis baixa + Antileucotriens.

### Esglaó 5
D'elecció:
- Glucocorticoides inhalats a dosis altes.
- Agonistes β₂ adrenèrgics d'acció llarga.

Altres opcions (a més de les del graó 4):
- Antileucotriens i/o teofil·lina i/o omalizumab

### Esglaó 6
D'elecció:
- Glucocorticoides inhalats a dosis altes.
- Agonistes β₂ adrenèrgics d'acció llarga.
- Glucocorticoides orals.

Altres opcions (a més de les del graó 4):
- Antileucotriens i/o teofil·lina i/o omalizumab

### Fitoteràpic
Hi ha certes plantes que tenen un efecte antiasmàtic com el romaní, el jusquíam i el ginkgo.